# Ebrahim Afszarpur
Ebrahim Afszarpur (pers. ‏ابراهیم افشارپور‎; ur. 8 października 1930) – irański bokser, olimpijczyk.
Wystartował w wadze lekkopółśredniej na Letnich Igrzyskach Olimpijskich 1952. W pierwszej fazie zawodów przegrał decyzją sędziów z Irlandczykiem Terencem Milliganem. 
Przed igrzyskami wystąpił w dwóch pojedynkach meczu międzypaństwowego RFN–Iran. Jeden wygrał, jeden przegrał.